# Lindsjöns naturreservat
Lindsjöns naturreservat är ett naturreservat i Uppsala kommun i Uppsala län.
Området är naturskyddat sedan 2016 och är 221 hektar stort. Reservatet består av två delar. I den östra delen återfinns den tallklädda Långmossen, i den västra finns Lindsjön och gammal granskog med inslag av lövträd. I båda delarna finns sumpskogar med inslag av lövträd.
Flera mindre vanliga arter växer på gamla eller döda aspar, bland annat stor aspticka, aspfjädermossa, kandelabersvamp och koralltaggsvamp. I döda aspar trivs cinnoberbaggen.

Reservatet saknar markerade stigar men är ändå relativt lätt att ta sig fram i då det inte är så blockrikt som andra reservat i  området.

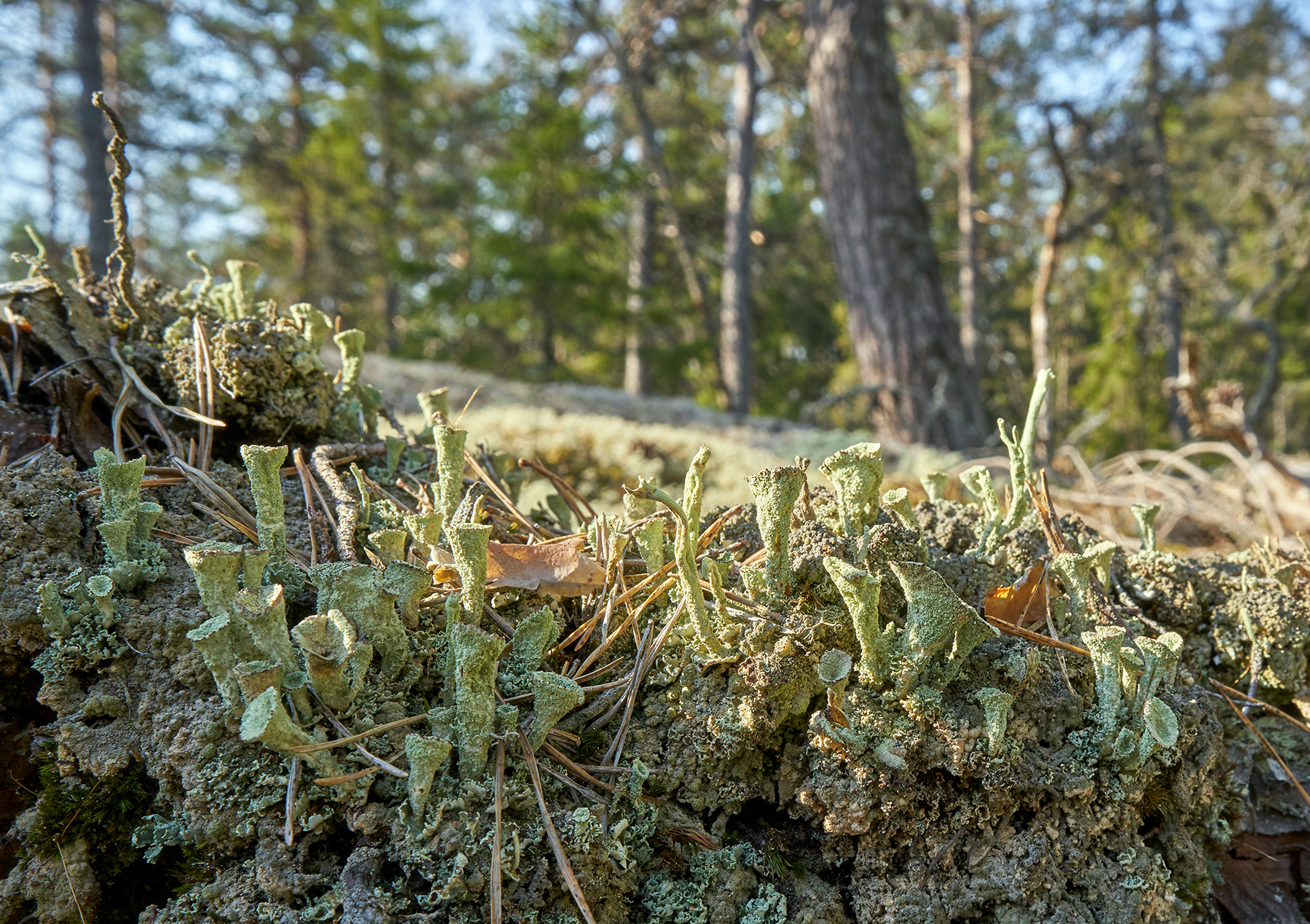
Det finns gott om lav i Lindsjön.
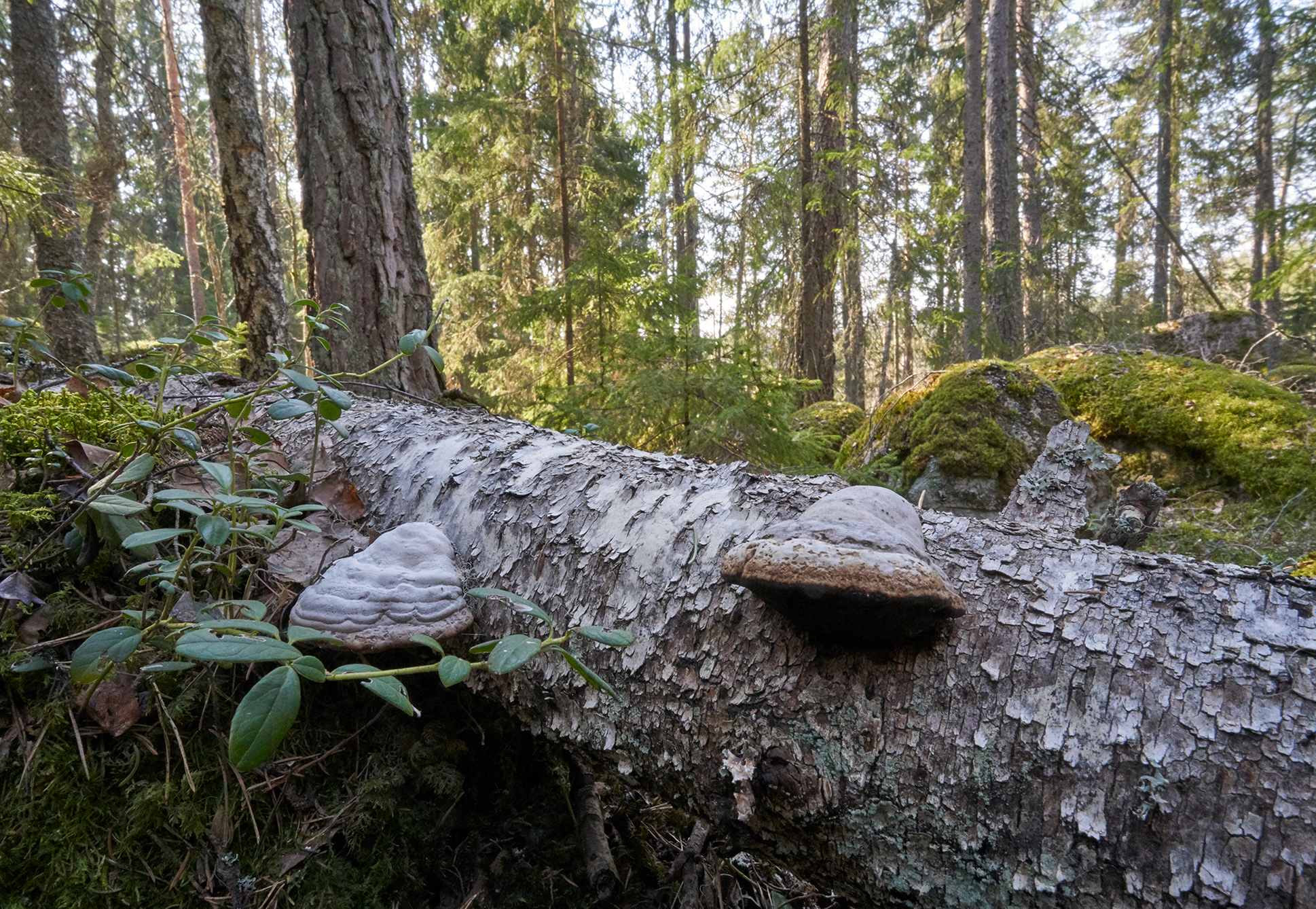
Låga med björktickor.
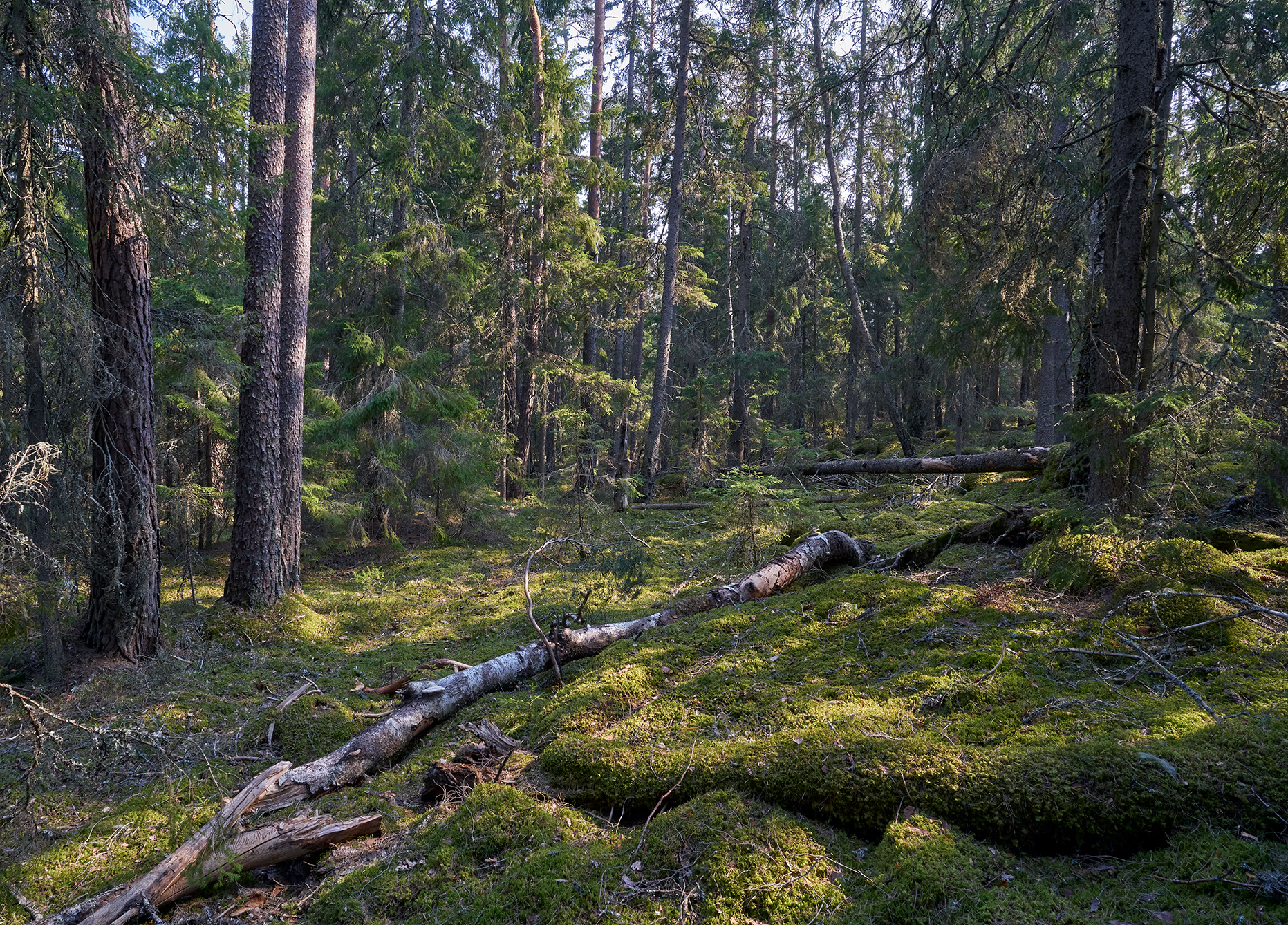
Vindfällen är viktiga för många organismer.